# Ángel Rodríguez (baloncestista)
Ángel Daniel Rodríguez Tricoche (Río Piedras, 5 de diciembre de 1992) es un jugador de baloncesto puertorriqueño que pertenece a la plantilla del Cangrejeros de Santurce de la Baloncesto Superior Nacional. Con 1,80 metros de estatura, juega en la posición de base.

## Trayectoria deportiva

### Universidad
Jugó durante dos temporadas con los Wildcats de la Universidad Estatal de Kansas, en las que promedió 9,8 puntos, 2,3 rebotes, 4,2 asistencias y 1,4 robos de balón por partido. Fue incluido en 2013 en el segundo mejor quinteto de la Big 12 Conference así como en el mejor quinteto defensivo.
En 2013 fue transferido a los Hurricanes de la Universidad de Miami, teniendo que cumplir el preceptivo año en blanco que imponen las normas de la NCAA. En el equipo de Florida jugó otras dos temporadas, en las que promedió 12,3 puntos, 2,4 rebotes, 4,2 asistencias y 1,7 robos por partido. En su última temporada fue incluido por la prensa espcecializada en el tercer mejor quinteto de la Atlantic Coast Conference.

### Profesional
Tras no ser elegido en el Draft de la NBA de 2016, disputó las Ligas de Verano de la NBA con los San Antonio Spurs. El 9 de julio firmó su primer contrato profesional, por una temporada con el Cholet Basket de la liga francesa.

### Houston Rockets
Fue invitado a participar en la pretemporada de los Houston Rockets para la temporada 2018-2019, sin embargo el día 13 de octubre fue cortado por el equipo y asignado al equipo filial de los Rockets en la G League, los Rio Grande Valley Vipers.